# Eubliastes festae
Eubliastes festae är en insektsart som först beskrevs av Giglio-tos 1898.  Eubliastes festae ingår i släktet Eubliastes och familjen vårtbitare. Inga underarter finns listade i Catalogue of Life.